# أوديني

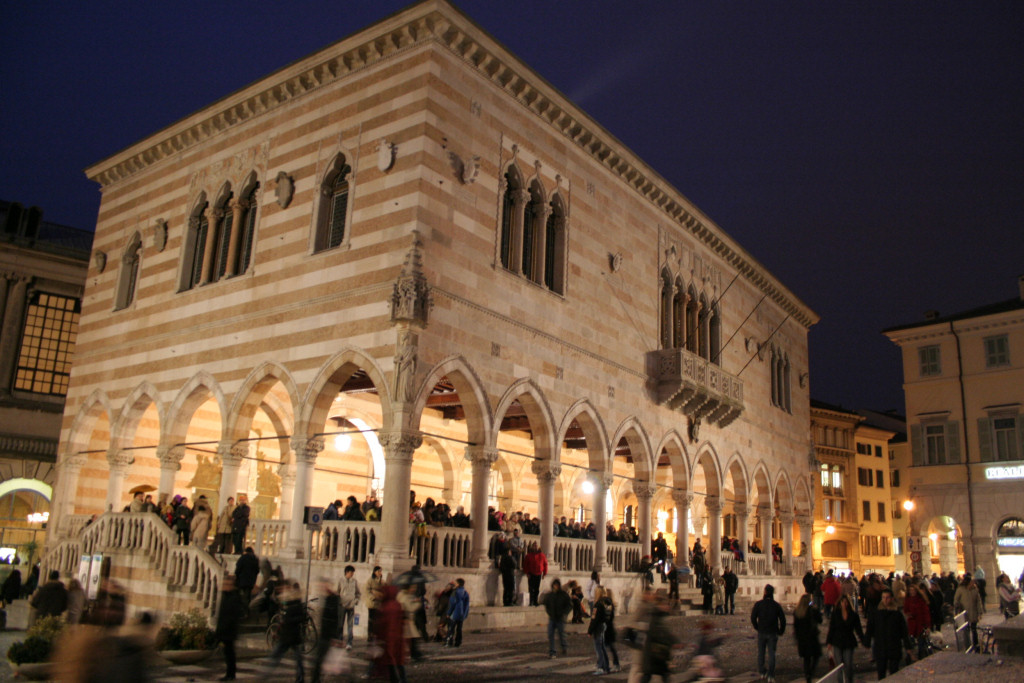
شارع السوق القديم

أوديني (بالإيطالية: Udine)‏ مدينة شمال شرق إيطاليا بإقليم فريولي فينيتسيا جوليا وعاصمة مقاطعة أوديني، عدد سكانها 97.880 نسمة، كما تعتبر العاصمة العصرية لمنطقة فريولي التاريخية.

## السكان
في سنة 1871 بلغ عدد السكان 29٬425 نسمة، وتطور العدد ليصل في سنة 2011 لـ 98٬287 نسمة.
يظهر هذا المخطط البياني تطور النمو السكاني لـ أوديني

## الجغرافيا
تقع المدينة في وسط إقليم فريولي فينيتسيا جوليا بين البحر الأدرياتي وجبال الألب. وتبعد عن الحدود السلوفينية 20 كيلومتراً جوياً تقريباً، وحوالي 54 كيلومتراً عن النمسا. وهذا ما جعلها في موقع استراتيجي، قرب مفترق الإتجهات الأوروبية بين الشرق والغرب (ممر 5)، وبين الشمال والجنوب (طريق لوليا أوغستا)، على الطريق المؤدي نحو النمسا ونحو شرق أوروبا.
تقع في سهل يحيط بهضبة ترتفع عليها قلعة أوديني، على بُعد كيلومترات قليلة من الواجهة التلالية، وتوجد بها ضفتي جدول كورمور من الغرب وجدول توري من الشرق.
تبلغ مساحة المدينة البلدية 55,81 كم²، وارتفاعها 113 متر فوق مستوى سطح البحر.

## التاريخ

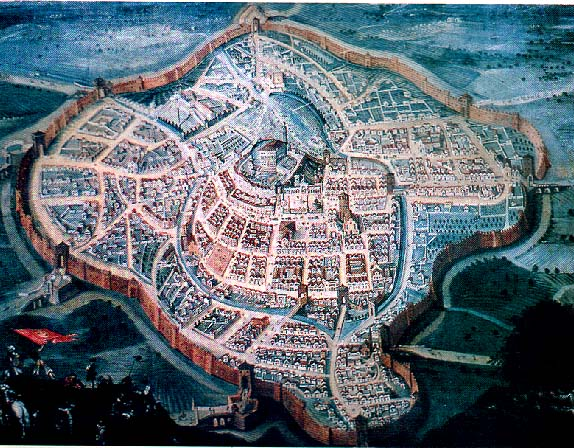
خريطة قديمة لأوديني

أوديني هي عاصمة منطقة فريولي التاريخية، التي كانت مأهولة منذ العصر الحجري الحديث، ويرجح أن السلت قد استوطنوها في وقت لاحق. إثر سقوط الإمبراطورية الرومانية الغربية، ازدادت أهمية المنطقة بانحدار إكلاية ومن بعد ذلك تشيفيدالي. ذُكرت أوديني لأول مرة سنة 983، بمناسبة وهب قلعة المدينة من قبل الإمبراطور أوتو الثاني إلى لبطاركة أكويليا باسم أتينوم (Utinum)، والذين صاروا فيما بعد السادة الإقطاعيين الرئيسيين للمنطقة.
خلال العصور الوسطى المتأخرة لم تكن لأوديني أهمية كبيرة مقارنةً بمدينتي أكويليا وتشيفيدالي. ابتداءً من سنة 1223، ومع تأسيس السوق بفضل البطريرك أنديشس برتولدو، أصبحت أوديني أخيراً المدينة الأكثر أهمية في المنطقة تجارياً واقتصادياً. وأصبحت مقر البطريركية في عام 1238 معطية أهمية جديدة للكاتدرائيتها الرومانسكية، وبقيت كذلك حتى إلغاء هذه البطريركية سنة 1751 بمرسوم بابوي.
استولت عليها جمهورية البندقية في عام 1420. في سنة 1511 شهدت حرباً أهليةً قصيرة، أعقبها زلزال وطاعون. وصارت أوديني ثانية كبرى مدن الدولة باقيةً تحت سيطرة البنادقة حتى نهاية جمهوريتهم سنة 1797. والتي انتهت بالهيمنة الفرنسية خلال الحملات النابوليونية إثر توقيع معاهدة كامبوفورميو في السابع عشر من أكتوبر (وقعت بكامبوفورميدو وهي قرية حوالي 4 أميال غرب أوديني)، ثم أصبحت سنة 1815 جزءاً من مملكة لومباردو فينيتو التابعة للإمبراطورية النمساوية، ثم انضمت إلى مملكة إيطاليا في عام 1866 خلال توحيد إيطاليا.
خلال الحرب العالمية الأولى، كانت أوديني مقر القيادة الإيطالية العليا حتى الهزيمة في معركة كابوريتو، ولـُقبت «عاصمة الحرب». وبعد الحرب صارت أوديني عاصمة مقاطعة فريولي السابقة والتي شملت آنذاك مقاطعة غُرِتسية (حتى عام 1927) إضافة إلى مقاطعة أوديني ومقاطعة بُردِنونة الحاليتين. بعد 8 سبتمبر 1943 (تاريخ إعلان إيطاليا الاستسلام في الحرب العالمية الثانية)، وُضعت تحت الإدارة الألمانية المباشرة، والتي انتهت بانتهاء الاحتلال الألماني في أبريل من سنة 1945.

## الثقافة

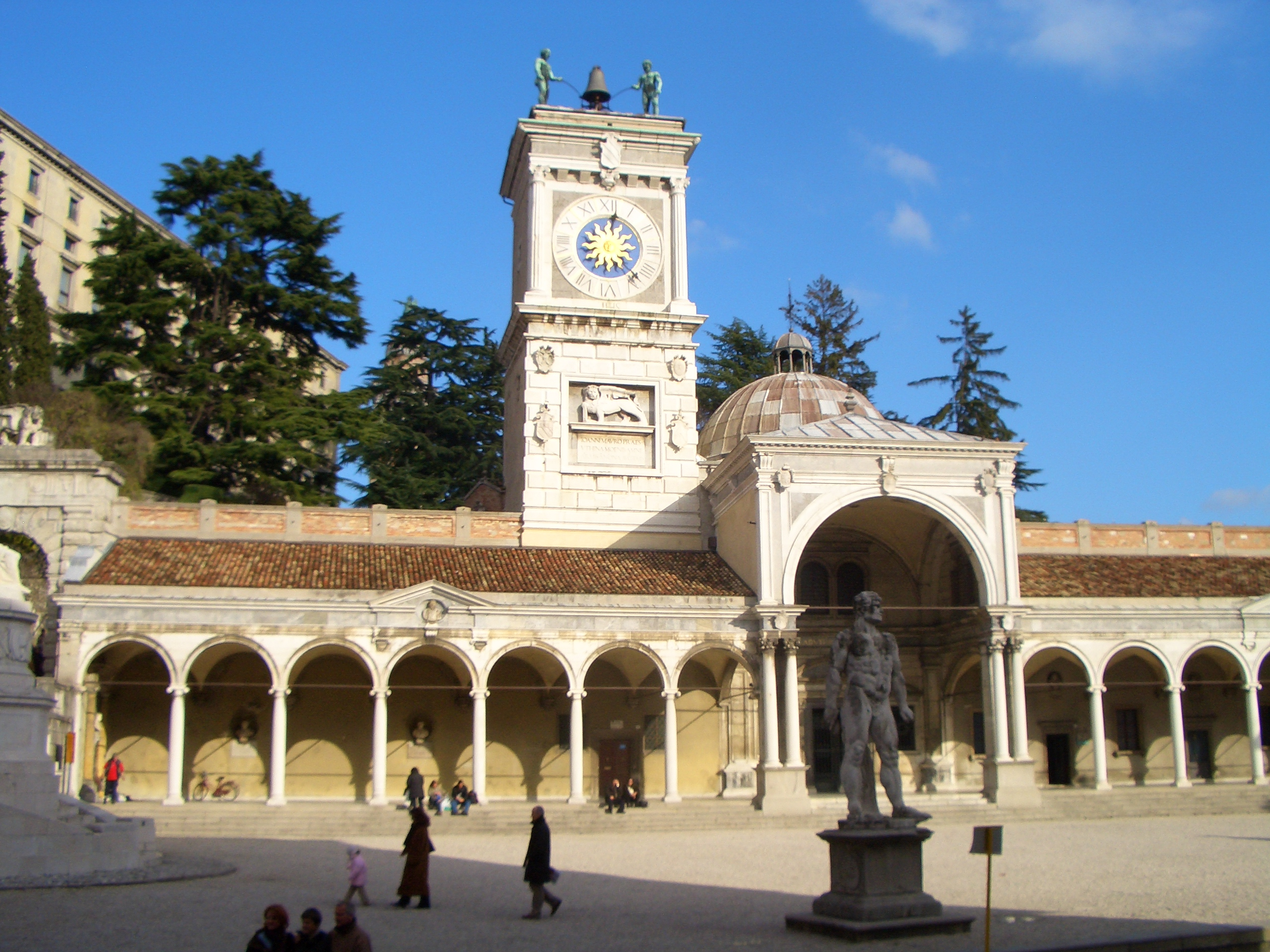
مركز المدينة

- تأسست جامعة أوديني سنة 1978 في إطار عملية إعادة إعمار فريولي بعد زلزال عام 1976.
- اُفتتح مسرح جوفاني دا أوديني الجديد عام 1997.
- يحوي قصر المطران ومتحف المدني لوحات هامة جدا.
- تقام بها مهرجانات متنوعة مثل تشمل مهرجان النبيذ والطعام في سبتمبر Friuli D.O.C. وأكبر مهرجان أوروبي للسينما الشعبية بالشرق الأقصى Far East Film Festival في نيسان أبريل.
- الكويكب (33100) سمي أوديني تكريما للمدينة.
- يتحدث بالإيطالية والفريولية عادة في أوديني.

## الاقتصاد

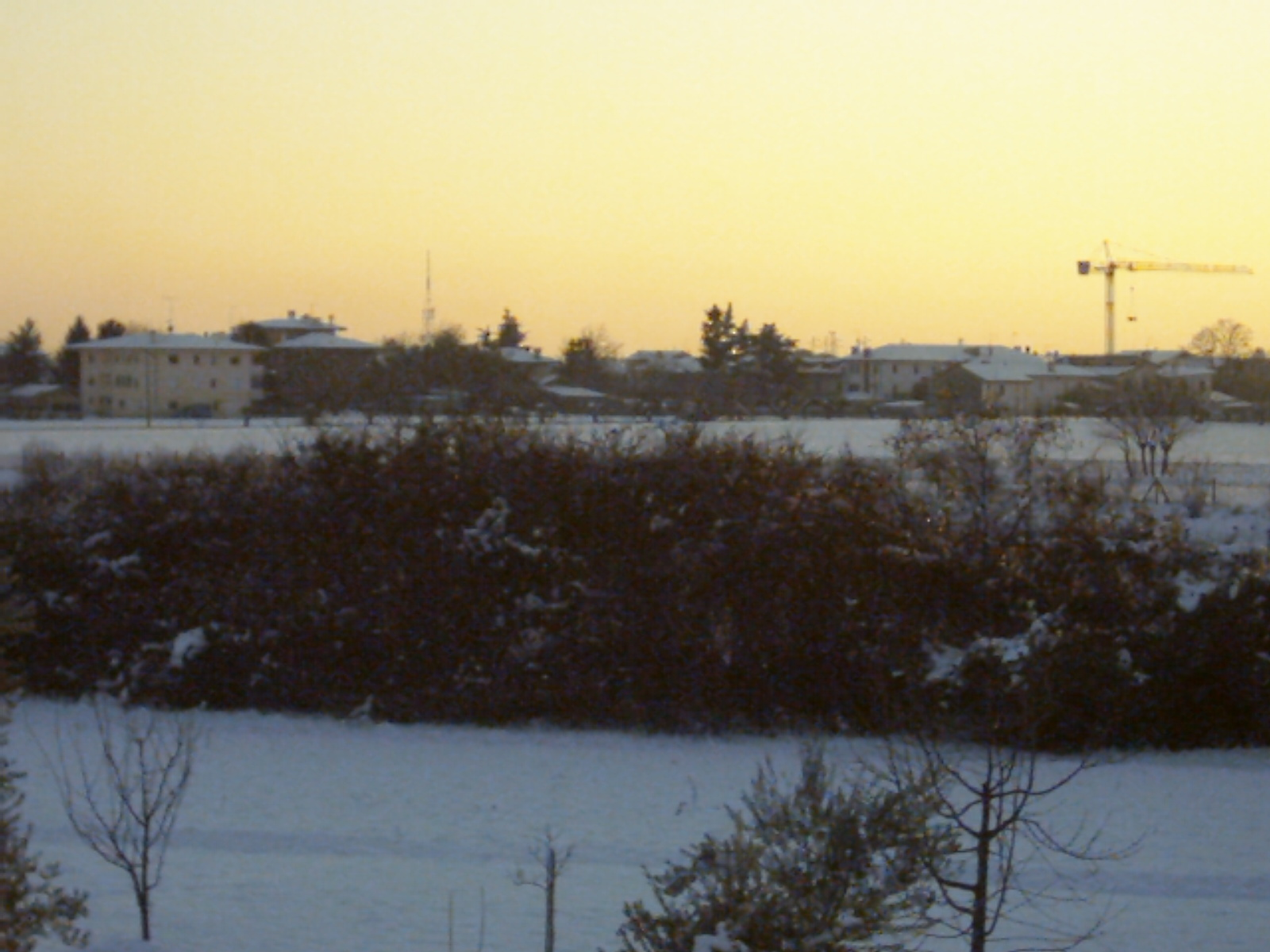
الضاحية الشرقية مغطاة بالثلوج

اوديني مهمة تجارياً، وهناك عدة مراكز تجارية في المناطق بالضواحي. وهناك أيضا صناعات حديدية وميكانيكية.

## الرياضة
فريق نادي كرة القدم المحلي يسمى نادي أودينيزي، وقد تأسست في عام 1896، ويلعب في الدرجة الأولى بالدوري الإيطالي.